# Ідея нації

Ідея Нації

«Ідея Нації» — символ «ꑭ» («ꏢ») активно використовується українськими націоналістичними  організаціями. Найширше його використовують члени Соціал-Національної Асамблеї, цивільного корпусу «Азов» і  12 бригади спеціального призначення «Азов» НГУ.

## Опис
Символ «Ідея Нації» є монограмою літер «І» та «N». Форма написання літери «N» відповідає традиційному, давньоукраїнському стилю правопису. Монограма, утворена шляхом переплетення вказаних літер, при чому, літера «І» вертикально і в центрі перетинає поперечний елемент літери «N».
За роки від часу своєї появи символ значно поширився, тож з'явилося чимало його інтерпретацій - накреслень: базове, класичне, атакуюче, штурмове, польове, міжнародне, мілітарне, націократичне, язичницьке, оберіг, тероборонівське, середньовічне, рукописне, київське, фрайкорівське (використовується підрозділом «Фрайкор»), ПУ (подвійна монограма, що використовувалась організацією «Патріот України»), кежуальна, ієрогліф. 

## Історія використання
Символ «Ідея Нації» був створений у 1992 році, як емблема Соціал-національної партії України. Автором символу є художник Нестор Пронюк (в різний час займав в лавах СНПУ посади «уповноваженого з питань пропаганди і агітації» та «уповноваженого з питань зовнішніх зв’язків»). Він розробив графічний символ на замовлення Комітету уповноважених (колегіальний орган керівництва СНПУ).
Згодом символ «Ідеї Nації» почали використовувати ГО «Патріот України», Бригада НГУ "Азов", Третя штурмова бригада ЗСУ, добровольчий підрозділ «Фрайкор» та інші націоналістичні структури й організації, що пов'язані з Соціал-Національною Асамблеєю.
Монограма блакитного кольору зображувалася на партійних знаменах, чорного — на знаменах Товариства сприяння Збройним силам та Військово-морському флоту «Патріот України». Колір знамен в обох випадках був золотим.
За твердженням автора блогу про ідеологію "Азовського руху" Олексія Рейнса, на сьогоднішній момент символ «Ідея Nації» є фактичним символом українського націоналізму загалом та на нього не розповсюджуються жодні авторські права.
Сам автор «Ідеї Nації», Нестор Пронюк, в інтерв’ю зазначає: «…я не відчуваю якихось авторських амбіцій. Його [символу Ідея Nації – прим.] поширення – найвище визнання. Це вже надбання національної творчості…».

## Галерея

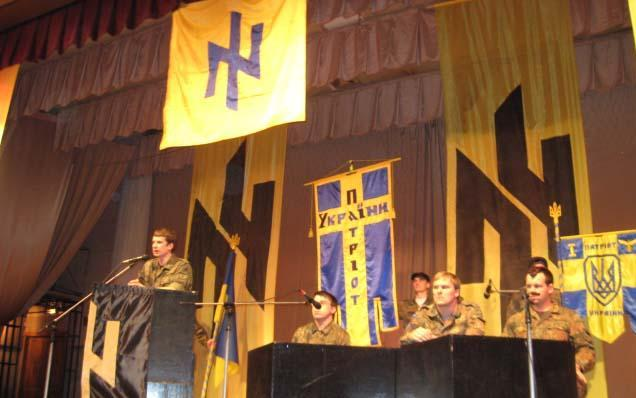
З'їзд організації «Патріот України» у квітні 2008 року. «Ідея нації» та схожа на неї монограма літер П і У, що також використовувалася організацією

Нарукавний знак бригади (раніше - батальйону) «Азов». Використовувався з початку літа 2014 р. до кінця зими 2015 р.
Стилізована «Ідея Нації» на емблемі бригади «Азов»
Логотип Цивільного корпусу «Азов»
«Націократичний» варіант Ідеї Нації
Логотип Соціал-Національної Асамблеї
Варіант емблеми організації «Патріот України»
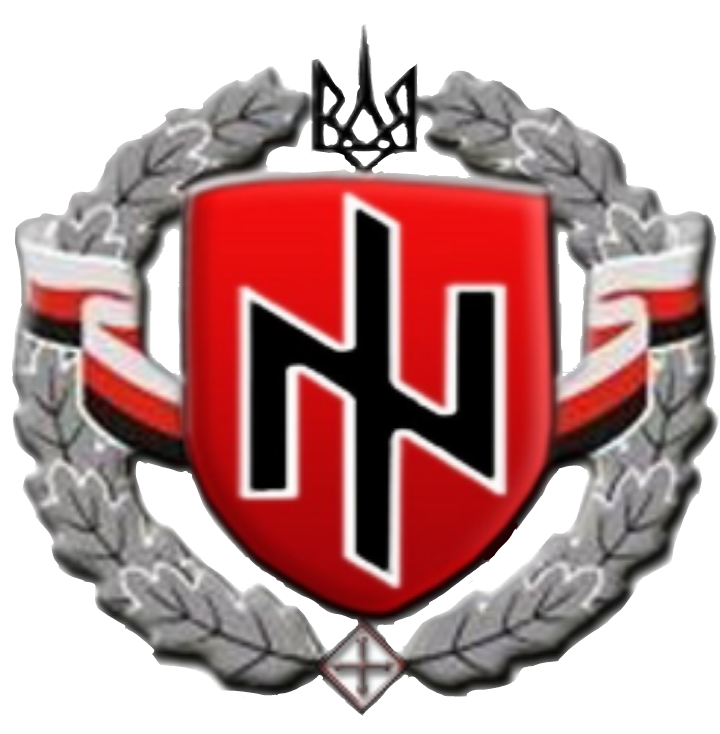
Емблема Українського національного союзу